# Crumb (gruppo musicale)
I Crumb sono un gruppo rock psichedelico statunitense. Il gruppo è formato da: Lila Ramani (chitarra, voce), Jesse Brotter (basso, voce), Bri Aronow (sintetizzatori, tastiera, sassofono) e Jonathan Gilad (batteria), che si sono incontrati mentre frequentavano la Tufts University.

## Storia
Il gruppo si forma a Brooklyn nel 2016. Nello stesso anno pubblicano il loro omonimo Ep di esordio, mentre l'anno successivo viene realizzato l'Ep Locket. Il primo album, Jinx, viene pubblicato nel 2019, seguito da Ice Melt nel 2021. L'album che porta il gruppo ad avere una certa notorietà nella scena musicale è Amama, pubblicato nel 2024. Proprio la realizzazione di quest'ultimo album è il trampolino di lancio della band verso la partecipazione a importanti festival musicali sia americani che europei.

## Discografia

### Album
- 2019 - Jinx
- 2021 - Ice Melt
- 2024 - Amama

### EP
- 2016 - Crumb
- 2017 -  Locket

### Singoli
- 2021 - Trophy
- 2021 - BNR / Balloon
- 2023 - Crushxd
- 2023 - Dust Bunny
- 2024 - Amama
- 2024 - The Bug